# Black Lizard
Black Lizard (originaltitel: Kurotokage) är en japansk parodisk dramafilm från 1968. Den är regisserad av Kinji Fukasaku.

## Handling
Den kvinnliga juveltjuven Black Lizard försöker kidnappa Sanaye, en dotter till en rik juvelare, i ett försök att själva juvelarens diamant Egyptens Stjärna. För att förstöra Black Lizards planer hyr juvelaren in Japans bästa detektiv, Akechi.

## Rollista (i urval)
- Akihiro Miwa - Black Lizard
- Isao Kimura - Detektiv Akechi
- Kikko Matsuoka - Sanaye
- Junya Usami - Shobei Iwasa
- Yusuke Kawazu - Junichi Amamiya
- Kô Nishimura - Privatdetektiv Keiji Matoba